# 罗贝尔·勒鲁
罗贝尔·勒鲁（法語：Robert Leroux，1967年8月22日—），法国男子击剑运动员。他曾代表法国参加1992年和1996年夏季奥林匹克运动会击剑比赛，其中1996年奥运会获得一枚铜牌。